# Provincia di An Giang
An Giang (vietnamita: An Giang) è una provincia del Vietnam, della regione del Delta del Mekong. Occupa una superficie di 3536,8 km² e ha una popolazione di 2.250.600 abitanti. 
La capitale provinciale è Long Xuyên. 

## Distretti
Di questa provincia fanno parte i distretti:
- An Phú
- Châu Phú
- Chau Thanh
- Chợ Mới
- Phú Tân
- Tân Châu
- Thoại Sơn
- Tịnh Biên
- Tri Tôn